# 500 miles d'Indianapolis 1915

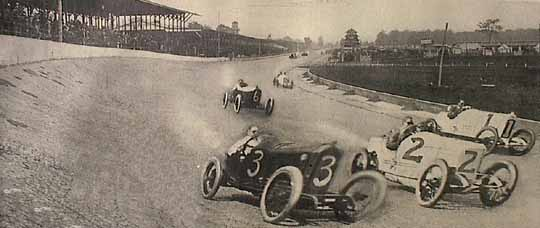
Illustration du départ de l'Indy 500 1915, avec de droite à gauche Howard Wilcox (Stutz), Ralph DePalma (Mercedes) et Dario Resta (Peugeot).

Les 500 miles d'Indianapolis 1915, courus sur l'Indianapolis Motor Speedway et organisés le 31 mai 1915, ont été remportés par le pilote italien Ralph DePalma sur une Mercedes.

## Grille de départ
| Ligne | Intérieur    | Intérieur centre  | Extérieur centre | Extérieur          |
| 1     | Howdy Wilcox | Ralph DePalma     | Dario Resta      | Earl Cooper        |
| 2     | Gil Anderson | Jean Porporato    | Bob Burman       | Art Klein          |
| 3     | Tom Alley    | George C. Babcock | Harry Grant      | Eddie O'Donnell    |
| 4     | John DePalma | Noel van Raalte   | Joe Cooper       | Billy Carlson      |
| 5     | Tom Orr      | Ralph Mulford     | John A. Mais     | Eddie Rickenbacker |
| 6     | G. C. Cox    | George Hill       | Louis Chevrolet  | Willie Haupt       |

Pour la première fois, la grille fut établie en fonction des temps réalisés en qualifications. La pole fut réalisée par Howdy Wilcox à la moyenne de 159,2 km/h.

## Classement final
| no | Pilote             | Voiture            | Tours | Temps/Abandon   |
| 1  | Ralph DePalma      | Mercedes           | 200   | 5 h 55 min 51 s |
| 2  | Dario Resta        | Peugeot            | 200   |                 |
| 3  | Gil Anderson       | Stutz              | 200   |                 |
| 4  | Earl Cooper        | Stutz              | 200   |                 |
| 5  | Harry Grant        | Duesenberg         | 200   |                 |
| 6  | Bob Burman         | Peugeot            | 200   |                 |
| 7  | Howdy Wilcox       | Stutz              | 200   |                 |
| 8  | Tom Alley          | Duesenberg         | 200   |                 |
| 9  | Billy Carlson      | Maxwell            | 200   |                 |
| 10 | Noel van Raalte    | Sunbeam            | 200   |                 |
| 11 | Willie Haupt       | Emden              | 200   |                 |
| 12 | George C. Babcock  | Sunbeam            | 184   | mécanique       |
| 13 | Tom Orr            | Maxwell            | 168   | mécanique       |
| 14 | Jean Porporato     | Sunbeam            | 164   | moteur          |
| 15 | Joe Cooper         | Duesenberg         | 154   | accident        |
| 16 | Ralph Mulford      | Duesenberg         | 124   | mécanique       |
| 17 | Eddie O'Donnell    | Peugeot            | 117   | moteur          |
| 18 | Art Klein          | Duesenberg         | 111   | mécanique       |
| 19 | Eddie Rickenbacker | Maxwell            | 103   | mécanique       |
| 20 | Louis Chevrolet    | Cornelian-Sterling | 76    | mécanique       |
| 21 | John DePalma       | Delage             | 41    | mécanique       |
| 22 | John A. Mais       | Mais-Mercer        | 23    | mécanique       |
| 23 | George Hill        | Bugatti            | 20    | mécanique       |
| 24 | G. C. Cox          | Cino-Mercer        | 12    | mécanique       |

## Sources
- (en) Résultats complets sur le site officiel de l'Indy 500